# Eupithecia acutipapillata
Eupitecia acutipapillata es una especie de polilla de la familia Geometridae. La especie fue descrita por primera vez por Hiroshi Inoue en 1988 con distribución en la República de China. El holotipo fue descrito en el Condado de Hualien, a 2000 metros (6561,7 pies) sobre el nivel del mar. Son polillas de alas anchas, de color marrón oscuro con líneas transversales poco aparentes y un punto oscuro discal en su ala anterior.